# Teram-Shehr-Gletscher
Der Teram-Shehr-Gletscher oder Teram Shehr befindet sich im östlichen Karakorum im von Indien kontrollierten Teil von Kaschmir.
Der 28 km lange Gletscher trennt den nördlich gelegenen Siachen Muztagh vom Rimo Muztagh im Süden. Der Teram-Shehr-Gletscher strömt von der Westflanke des 6863 m hohen Terong Kangri anfangs als Oberer Teram-Shehr-Gletscher in nordnordwestlicher Richtung. Später wendet er sich nach Westen, fließt entlang der Südflanke des Apsarasas Kangri I (7245 m) und mündet schließlich in den nach Süden strömenden Siachengletscher. Westlich des Gletschers erhebt sich der 7030 m hohe Padmanabh. Der 6096 m hohe Italian Col führt vom Teram-Shehr-Gletscher zum östlich angrenzenden Mittleren Rimogletscher.